# Phare de Ģipka
Le phare de Ģipka (en letton : Ģipkas bāka) est un phare actif qui est situé à Ģipka dans la région de Kurzeme en Lettonie. Il est géré par les autorités portuaires de Riga.

## Description
Le phare  est une tour carrée métallique à claire-voie de 30 mètres de haut. La moitié supérieure est couverte de lattes en bois, peinte en blanc et rouge, servant de balise de jour. Son feu isophase émet à une hauteur focale de 37 mètres, un éclat blanc toutes les 6 secondes. Sa portée nominale est de 15 milles nautiques (environ 28 km).
Identifiant : ARLHS : LAT-021 - Amirauté : C-3486 - NGA : 12216 - Numéro Lettonie : UZ-400 .

## Caractéristique duFeu maritime
Fréquence : 6 secondes (W)
- Lumière : 2 secondes
- Obscurité : 4 secondes

|               |
| Golfe de Riga |

### Lien connexe
- Liste des phares de Lettonie